# Lilla Härjsjön
Lilla Härjsjön är en sjö i Vansbro kommun i Dalarna och ingår i Dalälvens huvudavrinningsområde. Sjön har en area på 0,155 kvadratkilometer och ligger 287 meter över havet. Sjön avvattnas av vattendraget St Härjån.

## Delavrinningsområde
Lilla Härjsjön ingår i det delavrinningsområde (669965-141690) som SMHI kallar för Inloppet i Stora Härjsjön. Medelhöjden är 317 meter över havet och ytan är 13,77 kvadratkilometer. Det finns inga avrinningsområden uppströms utan avrinningsområdet är högsta punkten. St Härjån som avvattnar avrinningsområdet har biflödesordning 3, vilket innebär att vattnet flödar genom totalt 3 vattendrag innan det når havet efter 328 kilometer. Avrinningsområdet består mestadels av skog (67 procent) och sankmarker (24 procent). Avrinningsområdet har 0,25 kvadratkilometer vattenytor vilket ger det en sjöprocent på 2 procent.